# Haplanthodes neilgherryensis
Haplanthodes neilgherryensis är en akantusväxtart som först beskrevs av Wt., och fick sitt nu gällande namn av Radha Binod Majumdar. Haplanthodes neilgherryensis ingår i släktet Haplanthodes och familjen akantusväxter. Inga underarter finns listade i Catalogue of Life.